# 天主教菲律賓軍中教長區
天主教菲律賓軍中教長區（拉丁語：Ordinariatus Militaris Philippinensis）是菲律賓一個天主教的軍中教長區，直屬聖座，負責牧養信奉天主教的菲律賓軍人、警員及海岸衛隊及其家眷。
軍中代牧區於1950年12月8日成立，1986年7月21日升為軍中教長區。
軍中教長區主教座堂位於奎松市，軍中教長區於2004年時有65個堂區和99名司鐸。現任軍中教長為奧斯卡·雅各伯·利亞內塔·弗洛倫西奧。